# Jorge Enrique Ibáñez
Jorge Enrique Ibáñez Najar (Tunja, 1960) es un abogado y jurista colombiano, especializado en derecho constitucional y administrativo. Fue asesor de la Asamblea Nacional Constituyente de Colombia en 1991 y de Ecuador en 1997. Actualmente se desempeña como Magistrado de la Corte Constitucional para el periodo de 2020-2028, y su vicepresidente para el periodo de 2024-2025.

## Biografía
Nacido en 1960 en Tunja, Boyacá, militó en las juventudes conservadoras durante su juventud, donde fue concejal de dicha ciudad entre 1978 y 1980, cuando apenas tenía 18 años.[cita requerida]
Posteriormente, inicia sus estudios en la Facultad de Derecho de la Pontificia Universidad Javeriana.[cita requerida]
Cuando finalizó la carrera en 1982,  empezó su carrera profesional en el Banco de la República donde se empezó a especializar en temas de Hacienda Pública y derecho económico. Trabajó allí de 1983 a 1994, y ascendió de asesor jurídico a subdirector de derecho privado y económico, para luego ser director jurídico del Banco. Igualmente, fue consultor del Banco Interamericano de desarrollo, y de varias entidades públicas y privadas del orden nacional..[cita requerida]
Fue, así mismo, asesor, agente y Embajador especial del Estado de Colombia ante el Sistema Interamericano de Derechos Humanos (Comisión Interamericana de Derechos Humanos y Corte Interamericana de Derechos Humanos)..[cita requerida]
En la rama judicial, ha sido Conjuez del Tribunal Administrativo de Cundinamarca, del Consejo de Estado en su Sala de Consulta y Servicio Civil y de la Corte Constitucional..[cita requerida]
En 1991, fue asesor de la Asamblea Nacional Constituyente en Colombia, cuyos trabajos fueron particularmente relevantes para la estructura y organización del Estado.[cita requerida]
Así mismo, fue asesor de la Asamblea Constituyente de Ecuador en 1997 y de los procesos constituyentes en la República Dominicana en 1998..[cita requerida]
Ese mismo año, fungió como director del Instituto De Investigaciones Sociojurídicas Para El Desarrollo Sostenible Justicia Y Desarrollo hasta 2020, año que fue ternado por el Consejo de Estado y elegido por el Senado para su magistratura en la Corte Constitucional. Fuera de su labor como servidor público, se ha desempeñado como un árbitro nacional e internacional reconocido..[cita requerida]
Como actual Magistrado de dicha alta corte, se desempeña como presidente de la Sala Especial de Seguimiento al Estado de Cosas Inconstitucional Penitenciario y Carcelario, y en Centros de Detención Transitoria. De igual manera, es el presidente de la Comisión Nacional de Género de la Rama Judicial..[cita requerida]
En la academia, además de haber publicado numerosos libros en temas de derecho constitucional, administrativo y económico, .[cita requerida]
se ha desempeñado como profesor de las mismas materias en la Universidad de los Andes, Universidad Externado de Colombia, Universidad del Rosario, Universidad Santo Tomás, Universidad Libre, Universidad del Norte y Pontificia Universidad Javeriana. En la Universidad del Rosario fue director de la especialización en Derecho Administrativo, y en la Universidad Javeriana en la de Derecho Administrativo Sustantivo y Contencioso Constitucional.
A pesar de su larga carrera, nunca dejó los estudios, y es por eso que ha realizado una especialización en Derecho Constitucional en la Pontificia Universidad Javeriana, DEA (Magíster) en Derecho internacional público, doctorado summa cum laude y postdoctorado en Derechos Humanos y Derecho Penal Internacional en la Universidad Alfonso X el Sabio de Madrid..

## Distinciones
- Mejor magistrado de Alta Corte, Premios Excelencia en la Justicia (2022)..[cita requerida]
- Mejor decisión de la Corte por su impacto jurídico (Auto 272 de 2023), Premios Excelencia en la Justicia (2023). .[cita requerida]
- Reconocimiento a la incorporación del derecho a la igualdad y a la no discriminación en las sentencias judiciales, Consejo Superior de la Judicatura (2023).[5]

## Publicaciones
- La vida de los derechos de la niñez. Editorial del Ministerio de Justicia y Derecho, 1997.
- El derecho de los niños. Editorial Pontificia Universidad Javeriana, 1998.
- Estudios de Derecho Constitucional Económico.  Editorial Pontificia Universidad Javeriana y Justicia y Desarrollo Sostenible, 2001.
- Reforma de la Constitución y control de constitucionalidad, capítulo "La necesidad de la Corte Constitucional y las nuevas exigencias para el ejercicio de la acción de inconstitucionalidad". Editorial Pontificia Universidad Javeriana, 2005.
- Las funciones públicas y la estructura del estado para cumplirlas. Instituto de Investigaciones Sociojurídicas para el Desarrollo Sostenible, 2006.
- Estudios de derecho constitucional y administrativo. Editorial Legis y Justicia y Desarrollo Sostenible, Bogotá, 2007.
- La Acción de Tutela contra Laudos Arbitrales. Editorial Ibañez y Depalma, Pontificia Universidad Javeriana, 2009.
- Justicia Transicional y Comisiones de la Verdad. Editorial Biblioteca Derechos Humanos de Berg Institute, 2017.
- La Corte Constitucional de Colombia, capítulo "La constitución económica". Villegas Editores, 2021.